# Karataş, Çubuk
Karataş là một xã thuộc huyện Çubuk, tỉnh Ankara, Thổ Nhĩ Kỳ. Dân số thời điểm năm 2011 là 77 người.